# Меховски окръг
Меховски окръг (на полски: Powiat miechowski) е окръг в Южна Полша, Малополско войводство. Заема площ от 676,29 км2. Административен център е град Мехов.

## География
Окръгът се намира в историческия регион Малополша. Разположен е в северната част на войводството.

## Население
Населението на окръга възлиза на 50 327 души (2012 г.). Гъстотата е 74 души/км2.

## Административно деление
Административно окръгът е разделен на 7 общини.
Градско-селски общини:
- Община Мехов

Селски общини:
- Община Велки Кшьонж
- Община Голча
- Община Козлов
- Община Рацлавице
- Община Слабошов
- Община Харшница

## Фотогалерия
- Мехов
- Велки Кшьонж